# Charles van Asten
Charles van Asten (Antwerpen, 18 februari 1776 - Brussel, 27 december 1851) was een Belgisch politicus.

## Levensloop
Als lid van de adellijke familie Van Asten werd hij in 1823 onder het Verenigd Koninkrijk der Nederlanden erkend in de erfelijke adel. Hij trouwde in 1795 met Jeanne Lunden (1775-1815).
Van 1818 tot 1828 was hij burgemeester van 's-Gravenwezel. Hij woonde er op het Goed Ter Linden dat hij kocht van de familie de Knijff en liet er in 1808 een nieuw kasteel bouwen, dat na hem overging op de familie Gillès de Pelichy.
Ze hadden een dochter, Adelaïde (1799-1871), en een zoon, Edmond (1804-1874), die ongehuwd bleef en als laatste naamdrager in Versailles overleed.